# Cassina Mariaga
Cassina Mariaga è una frazione geografica del comune italiano di Erba posta oltre il Lambro ad est del centro abitato, verso Eupilio.

## Storia
Cassina Mariaga fu un antico comune del Milanese.
Registrato agli atti del 1751 insieme alle cascine di Boffalora, Molino della Rete, Morchiuso, Campolongo, Bindella e Caccaratti come un villaggio di 350 abitanti incluso nella Corte di Casale, pieve amministrativa con a capoluogo Canzo, nel 1786 entrò per un quinquennio a far parte della Provincia di Como, per poi cambiare continuamente i riferimenti amministrativi nel 1791, nel 1797 e nel 1798, quando contava 492 residenti.
Portato definitivamente sotto Como nel 1801, alla proclamazione del Regno d'Italia nel 1805 risultava avere 504 abitanti. Nel 1809 il municipio fu soppresso su risultanza di un regio decreto di Napoleone che lo unì a Penzano, ma il Comune di Cassina Mariaga fu restaurato nel 1816 dagli austriaci dopo il loro ritorno. Nel 1853 risultò essere popolato da 665 anime, scese a 660 nel 1871. Il censimento del 1921 registrò 881 residenti, ma nel 1927 il regime fascista decise la definitiva soppressione del municipio aggregandolo ad Erba.